# Roodgevlekte kroonslak
De roodgevlekte kroonslak (Doto coronata) is een slakkensoort uit de familie van de kroonslakken (Dotidae). De wetenschappelijke naam van de soort werd in 1791 voor het eerst geldig gepubliceerd door Johann Friedrich Gmelin.

## Beschrijving
De roodgevlekte kroonslak is een kleine zeenaaktslak, met druiventrosachtige clusters van cerata die zich in paren langs de zijkanten van het lichaam uitstrekken. In alle Doto-soorten strekken de rinoforen zich uit in een wijd uitlopende schede. Het lichaam is doorschijnend wit van kleur met donkerrode vlekken op de achterkant en zijkanten van het lichaam. De ceratale knobbeltjes zijn getipt met ronde rode vlekken. Er is een vlek van donkerrood pigment aan de basis van de cerata zichtbaar. De maximaal geregistreerde lichaamslengte is 15 mm.

## Verspreiding
De typeplaats voor deze soort ligt aan de Nederlandse kust. Een exemplaar uit de Oosterschelde (nabij Goes in Zeeland) werd in een recent overzicht van het geslacht Doto als neotype aangemerkt. In Nederland is deze soort bekend van het Waddengebied (Terschelling, Texel, Den Helder), Zeeland en de westelijke Noordzeekust. De roodgevlekte kroonslak is de laatste jaren in grote aantallen aanwezig in het centrale en westelijke deel van de Oosterschelde.
Het is elders in de Noord-Atlantische Oceaan (Europese wateren, Canada, de Golf van Maine) en de Middellandse Zee (Griekenland) gemeld, maar veel beschrijving zijn waarschijnlijk verwante soorten. Het werd ten onrechte gemeld van rond de Zuid-Afrikaanse kust, waar het wordt gevonden van de Atlantische kust tot Knysna en deze soort is beschreven als Doto africoronata. 